# Schlüsselweite

Schlüsselweite und Gewinde-Nenndurchmesser einer Sechskantmutter

Als Schlüsselweite bezeichnet man den Abstand zweier paralleler Flächen, die zur Drehmomentübertragung mittels Formschluss dienen. Die bekannteste Verwendung des Maßes bezieht sich auf Gabelschlüssel. Betrachtet man dabei eine Sechskantschraube als Welle und den Schlüsselkopf als Nabe, so handelt es sich um eine Welle-Nabe-Verbindung.

## Maßangaben
Es wird das Nennmaß angegeben, z. B.: SW10.
Zugehörige Toleranzen für Innen- und Außenteil, bspw. Mutter und Gabelschlüssel sind in Normen definiert. Da meist Werkzeuge aufgesteckt werden herrscht zwischen den Teilen Spiel („Spielpassung“).
Die Bezeichnung Schlüsselweite wendet man für folgende Formen an:
- 2-Kant, 8-Kant = Rundmaterial mit zwei einander gegenüberliegenden Abflachungen
- 4-Kant, 8-Kant = Profil mit quadratischem Querschnitt
- 6-Kant, 8-Kant = regelmäßige Vielecke

## Schlüsselweite am Werkzeug

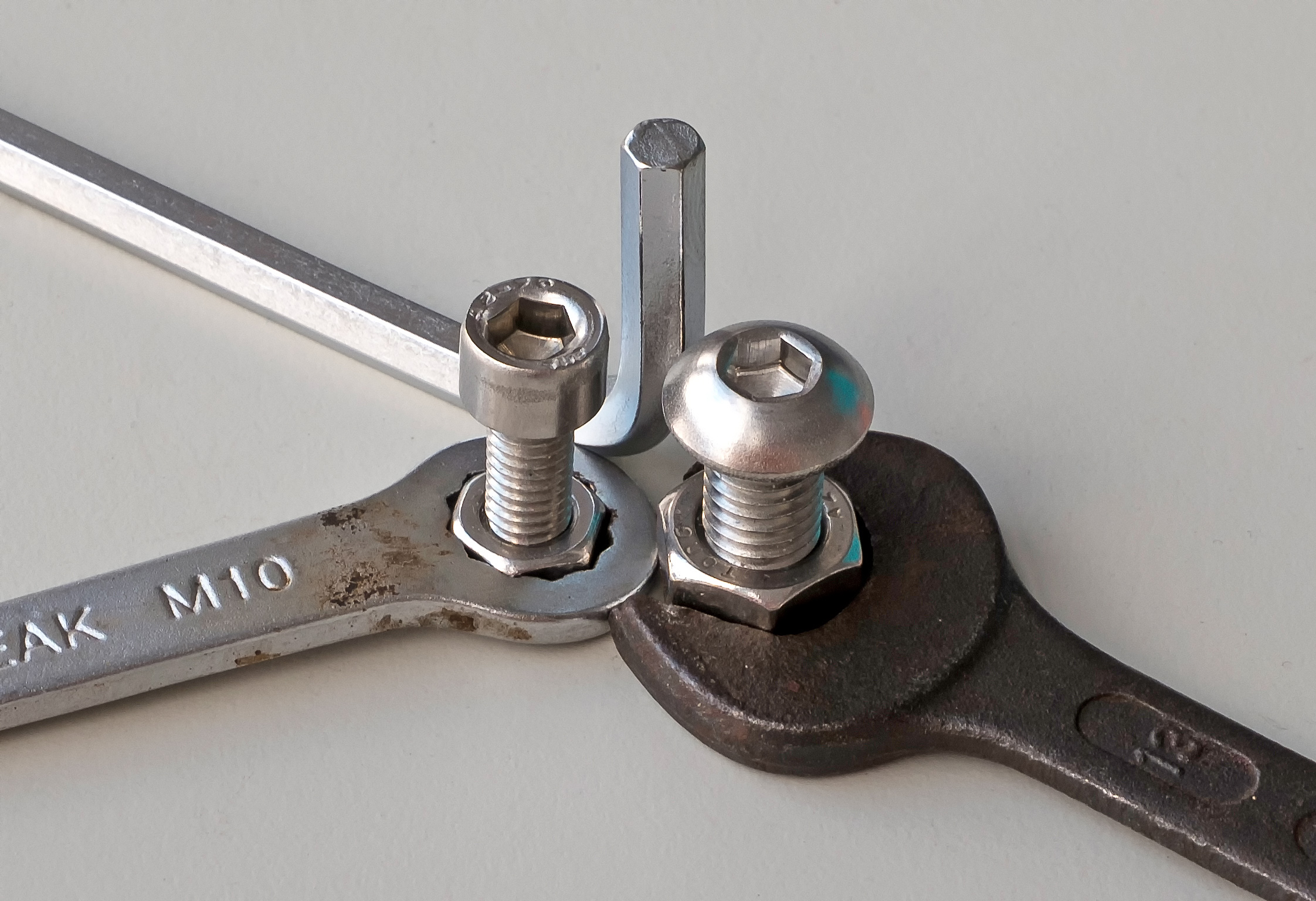
5 mm Innensechskant mit Gewinde M6 (Schlüsselweite 10) und M8 (Schlüsselweite 13)

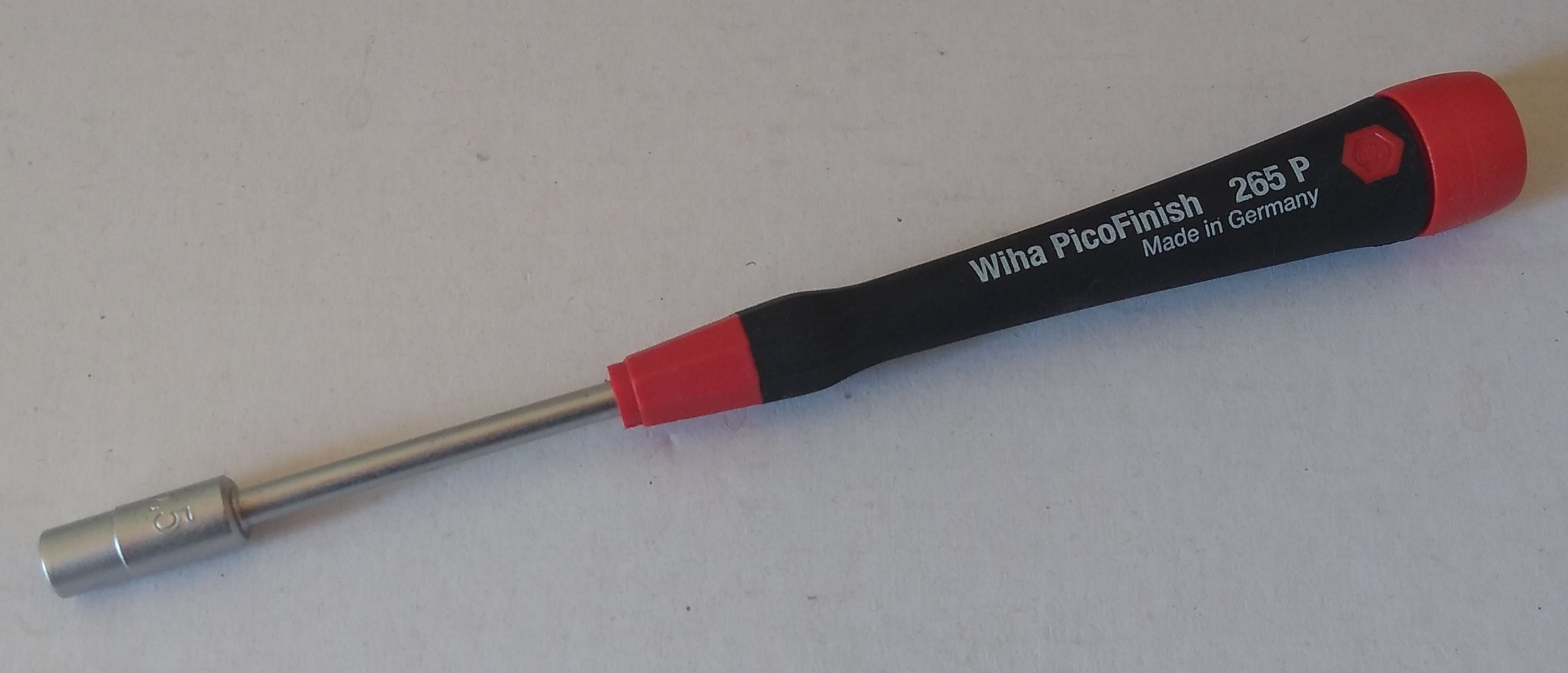
Steckschlüssel mit Schlüsselweite 5,5

Die Schlüsselweite gibt die „Größe“ des Werkzeugs an. Sie ist auf den Schraubenschlüsseln in mm-Werten aufgeprägt. Englische und US-amerikanische Schraubenschlüssel haben Zoll-Größen, die bei Zwischengrößen in echten Brüchen (z. B.: 3⁄4 Zoll = 19,05 mm) bzw. in gemischten Brüchen (z. B.: 1 1⁄4 Zoll = 31,75 mm) aufgeprägt sind. Gängig sind hier bspw. SW1⁄4″ = 6,35 mm bzw. SW1⁄2″ = 12,7 mm. Die Schlüsselweite wird dabei als 'width across flats', abgekürzt AF, bezeichnet.
Schlüsselflächen finden sich oft auch auf der anderen Seite des Werkzeugs, z. B.:
- 1⁄2″-4-Kant zum Aufstecken einer Stecknuss auf die Knarre sowie
- 1⁄4″-6-Kant zum Einstecken von Schraub-Bits in Akkuschrauber oder Elektroschrauber.

## Schlüsselweite am Werkstück

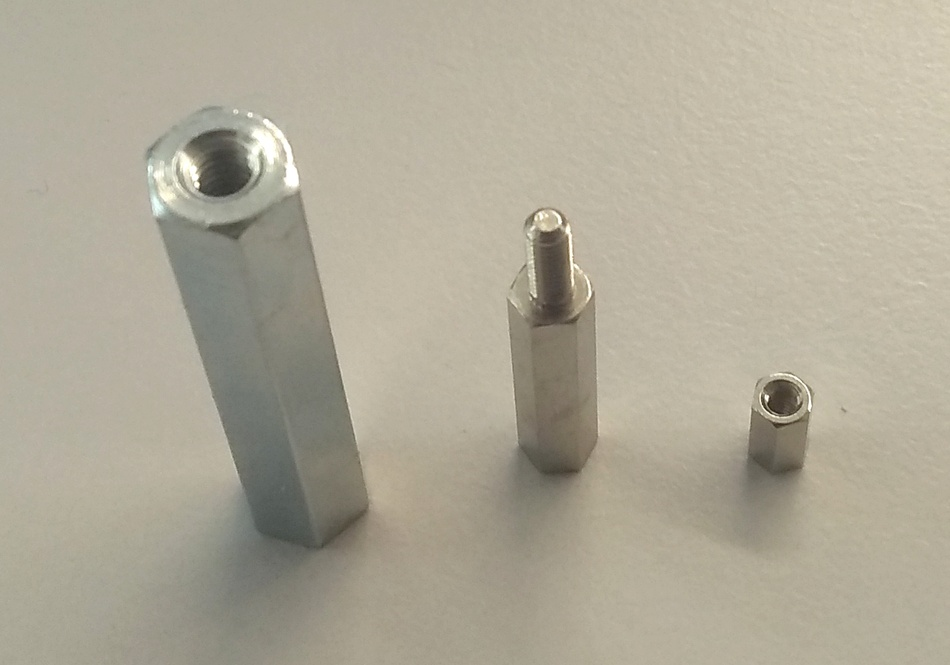
6-Kant Distanzbolzen mit unterschiedlichen Schlüsselweiten: v. l. n. r.:
M4×40 SW 8, M3×30 SW 5, M2,5×7 SW 4

Die Schlüsselweite am Werkstück (z. B. Schraube, Mutter, Spanner) ist nominell die gleiche wie die am Werkzeug. Zwischen beiden besteht aber Spiel, um das Werkzeug problemlos aufsetzen zu können. Der Zusammenhang zwischen dem Nenndurchmesser d des Gewindes und der Schlüsselweite s ist für Sechskantschrauben in EN ISO 4014 und EN ISO 4017 (früher in EN 24014/24017 bzw. noch früher in DIN 931 und DIN 933) und für Sechskantmuttern in EN ISO 4032 (früher in EN 24032, noch früher in DIN 934) genormt (Maße in mm; die fett geschriebenen Zahlen stellen die bevorzugten Schlüsselweiten dar; alte DIN-Werte in Klammern):
| M   | SW   |
| --- | ---- |
| 1,6 | 03,2 |
| 2   | 04   |
| 2,5 | 05   |
| 3   | 05,5 |
| 3,5 | 06   |
| 4   | 07   |
| 5   | 08   |
|     | 09   |
| 6   | 10   |
|     | 11   |
|     | 12   |
| 8   | 13   |
|     | 14   |
|     | 15   |

| M  | SW      |
| -- | ------- |
| 10 | 16 (17) |
| 12 | 18 (19) |
| 14 | 21 (22) |
| 16 | 24      |
| 18 | 27      |
| 20 | 30      |
| 22 | 34 (32) |
| 24 | 36      |
| 27 | 41      |
| 30 | 46      |
| 33 | 50      |
| 36 | 55      |
| 39 | 60      |
| 42 | 65      |

Nach der Norm für Metrische ISO-Gewinde (ISO 1502 bzw. DIN 13-1) wird dem Nenndurchmesser d der Buchstabe M vorangestellt, z. B. M6 für 6 mm Gewindedurchmesser. Nach den früher gültigen DIN 931 (mit Schaft) und DIN 933 (Gewinde bis Kopf) betrug dagegen die Schlüsselweite für M10 17 mm, für M12 19 mm, für M14 22 mm und für M22 32 mm. Diese Größen werden nach wie vor verwendet. Die Normenumstellung von DIN 931-1/DIN 933 auf DIN EN 24014/DIN EN 24017 fand im Februar 1992 statt, jene der entsprechenden ÖNORM auf EN im Juli 1992.
Schlüsselweiten für Sechskantmuttern und -schrauben sind ISO 272 genormt. Für Spezialgebiete sind auch andere Zusammenstellungen von Regelgewindedurchmessern und Schlüsselweiten genormt.
Auch Installateure benutzen üblicherweise das amerikanische oder englische Zollgewinde, in dieser Sparte existieren Schlüsselweiten teilweise auch in Zoll.

## Schlüsselweiten am Fahrrad

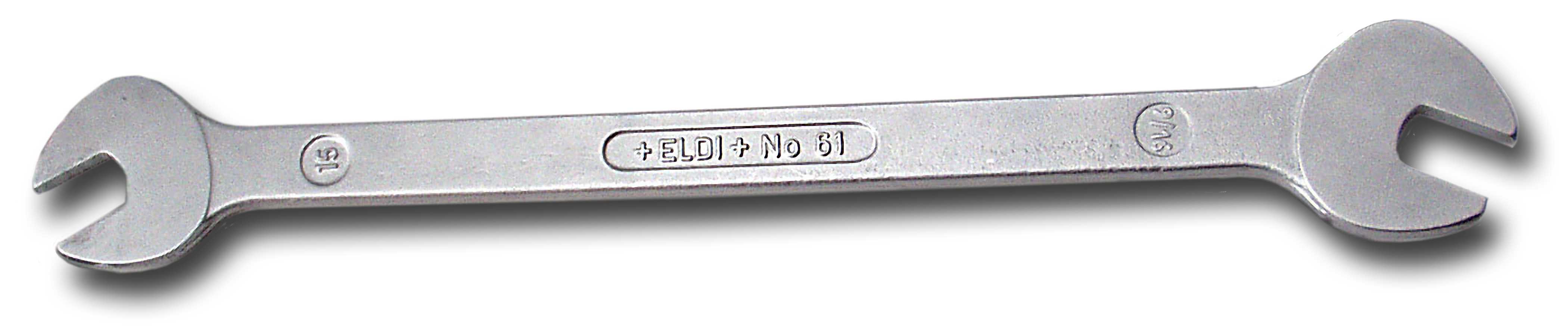
15er und " Pedalschlüssel, dünner und länger als übliche Maulschlüssel

Neben den Industrienormen existieren Sonder- oder Gewindewerknormen, zum Beispiel das Fahrradgewinde nach DIN 79012, ein Befestigungsgewinde auf metrisch-zölliger Basis mit dem Kurzzeichen FG. Eine Dreigangnabe von Sachs hat ein Achsgewinde von FG10.5 = 10,5 mm Außendurchmesser, bei Sturmey-Archer war es ein FG10.3 mit ansonsten identischen Abmessungen. Moderne Fahrradspeichen tragen das Fahrradgewinde FG2.3. Die Schlüsselweiten sind beim Fahrrad oft metrisch, lediglich an einigen Stellen haben sich Schlüsselweiten gehalten, die von genormten Werten abweichen (Speichennippel, Pedale, Hinterradnaben). Pedalschlüssel werden auch heute noch mit metrischer und zölliger Abmessung hergestellt.

## Anwendungsfall Gasflaschen
Hochdruckgasflaschen mit Drücken bis zu maximal 300 (ehemals 200, noch früher 150) bar benötigen zum Abschrauben einer festgezogenen Schutzkappe einen auf den Sechskant passenden Schlüssel mit SW 32.
Die Ventilanschlüsse weisen je nach Gassorte gruppenweise u. a. unterschiedliche Durchmesser auf. Ein spezifischer Anschlussstutzen wird meist per Sechskant-Überwurf- oder -Druckmutter an eine relativ harte Kunststoffdichtung gepresst. Alternativer Handanschluss benötigt als Dichtungselement eine weiche Elastomerdichtung und ist bei Propan, Butan (niedrigerer Druck), Ballongas und Atemgasflaschen häufig; selten weisen diese neben Riffelung, Rändelung oder Knebeln auch einen Sechskant auf.
| Gas                                   | Gewinde- außen- durchmesser | SW in mm |
| ------------------------------------- | --------------------------- | -------- |
| N2O (G 3/8")                          | 16,66                       |          |
| Prüfgas                               | 19                          | 27       |
| CO2 (Feuerlöscher), Propan (?), Butan | 21,8                        | 27       |
| H2, He, CO2, Propan, Butan            | 21,8                        | 30       |
| N2                                    | 24,32                       | 32       |
| N2O, O2 (G 3/4")                      | 26,44                       | 32       |
| O2                                    | 30                          |          |
| Schutzkappe                           | 80                          | 32       |

## Schraubenschlüssel mit flexibler Schlüsselweite
Rollgabelschlüssel, Franzose, Engländer und Zangenschlüssel sind Verstellschlüssel, deren Schlüsselweite stufenlos an zwei parallele Flächen eines zu drehenden Werkstücks angepasst werden können. Um das erforderliche Drehmoment zu erreichen, müssen verstellbare Schlüssel so geschlossen werden, dass die Backen fest (formschlüssig) an den Flanken der Muttern und Schrauben anliegen. Wenn die Backen nicht ganzflächig anliegen, werden die Flanken beschädigt.

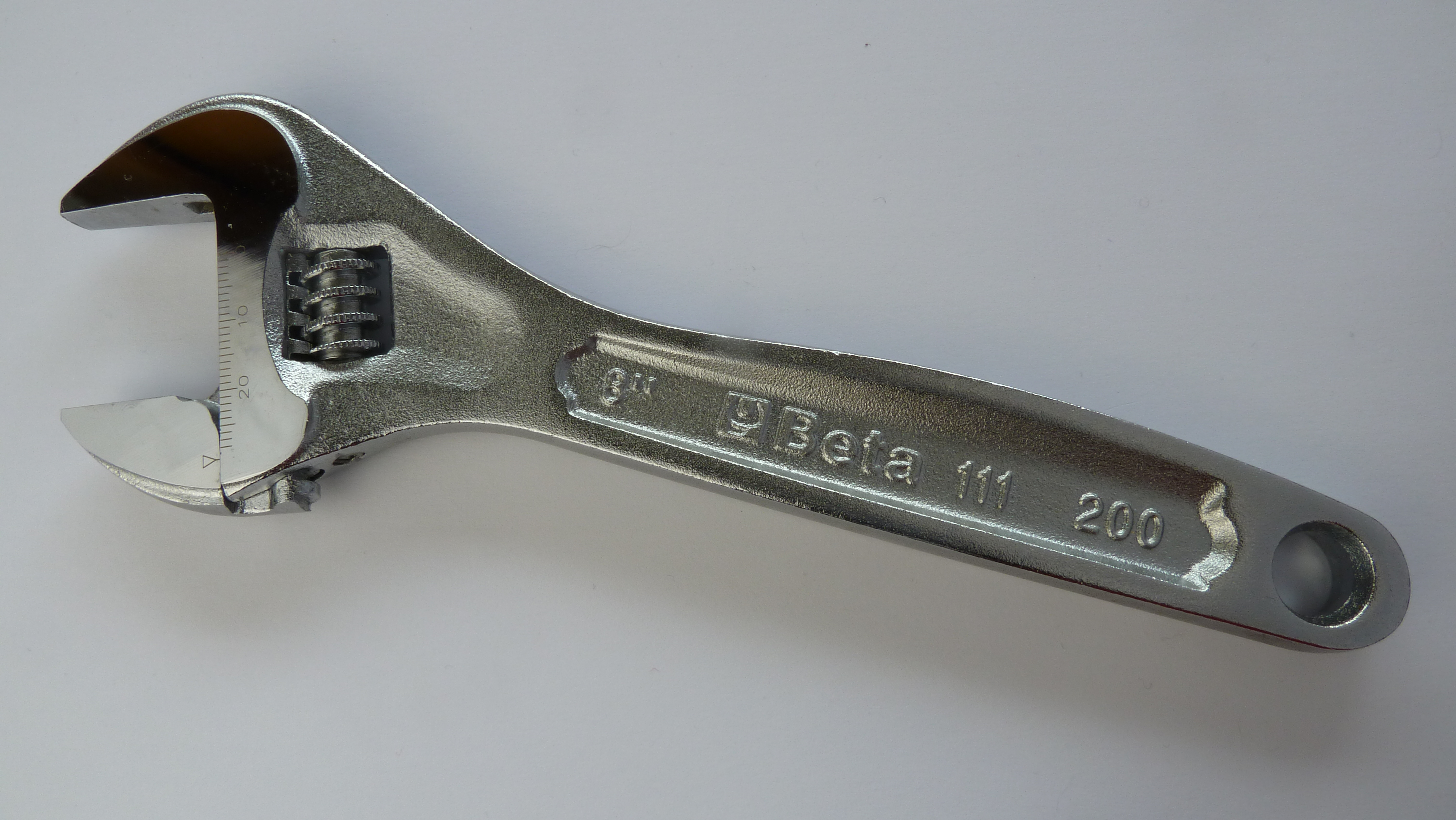
Rollgabelschlüssel
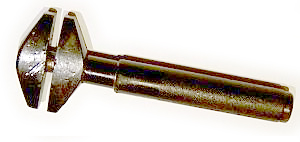
Franzose
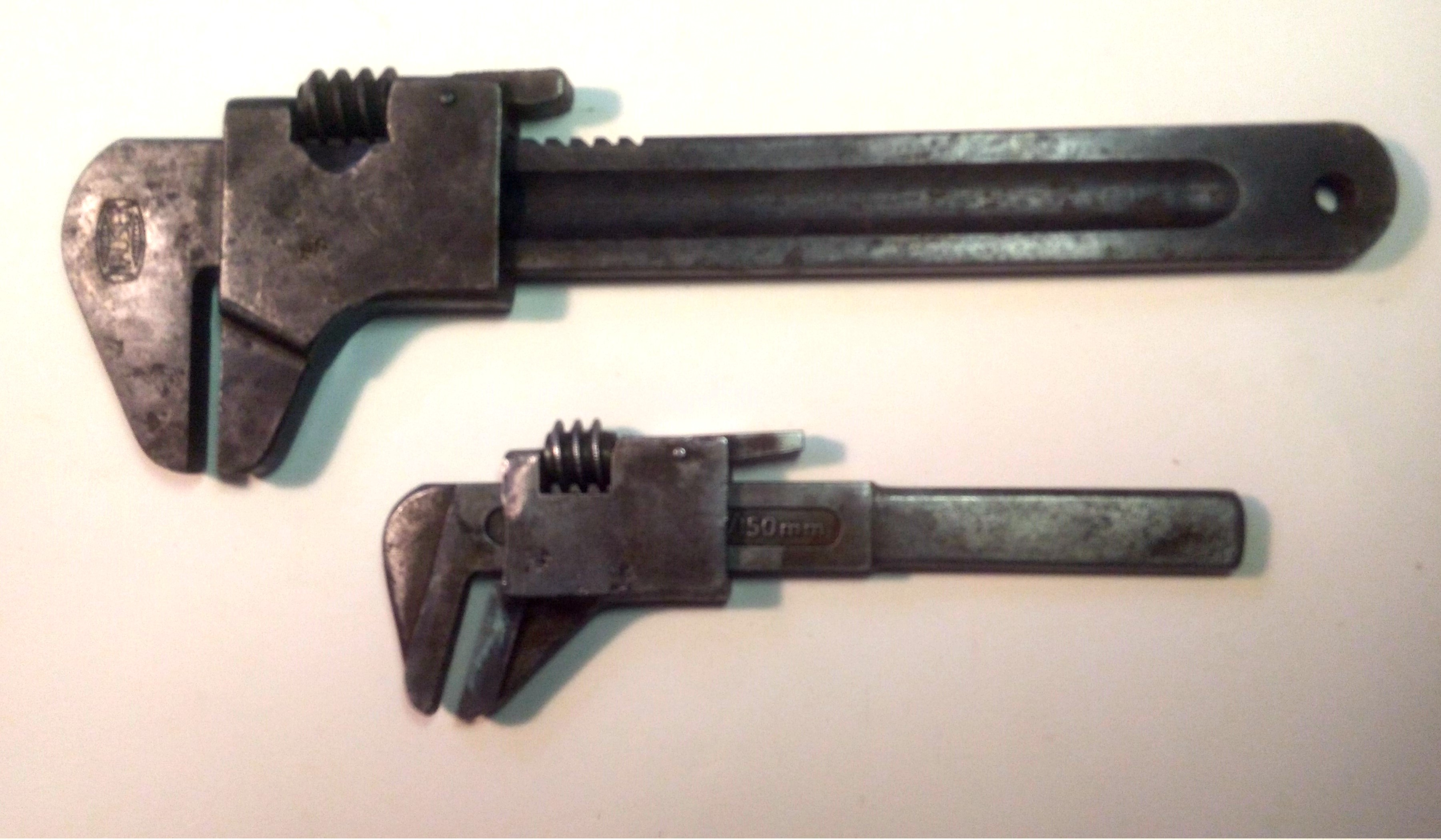
Engländer
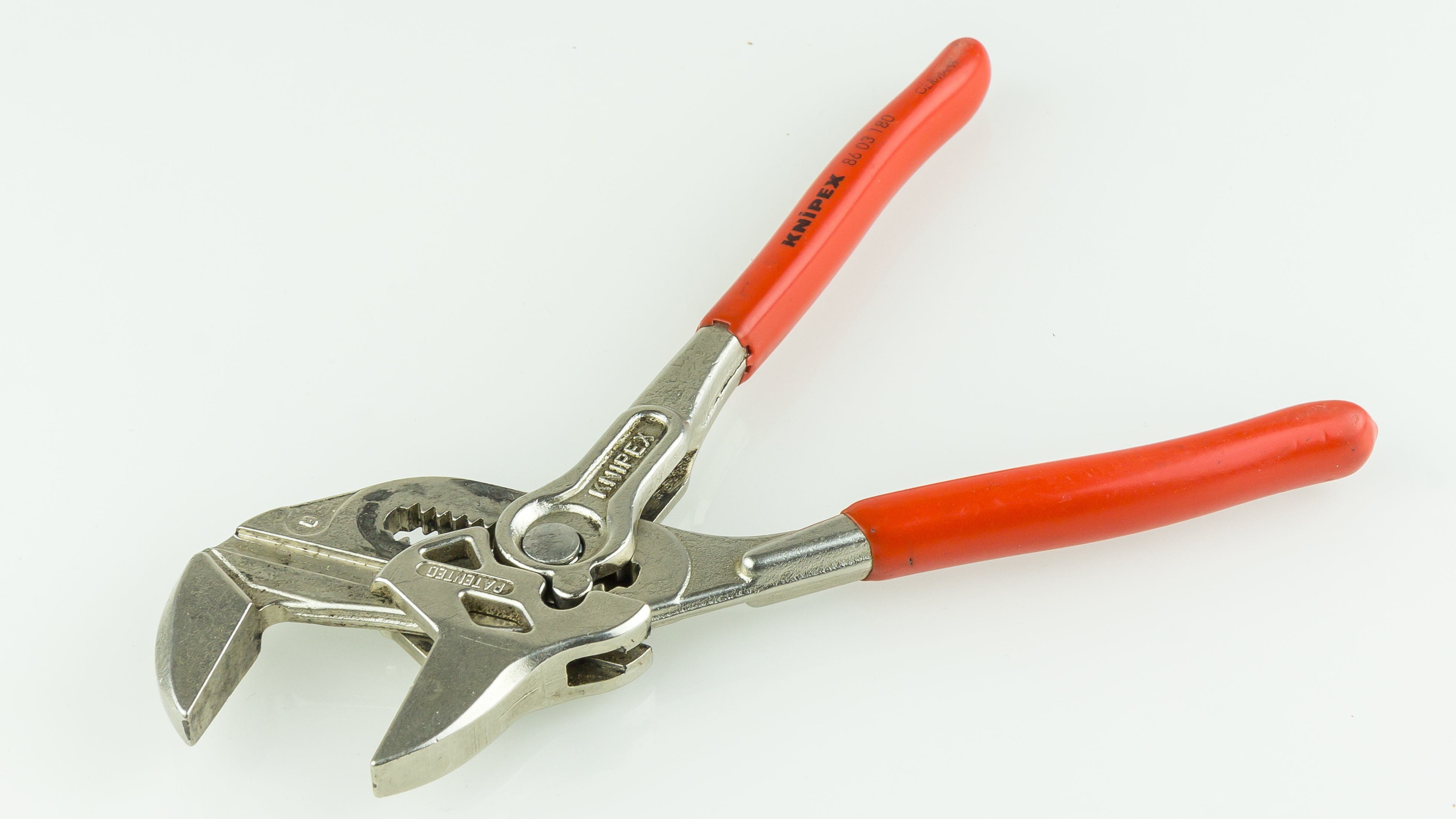
Zangenschlüssel

Weiters gibt es Schlüssel mit einer Aufnahme für einen Sechskant ähnlich einem Ringschlüssel. Er muss orientiert zur gewünschten Drehrichtung aufgesteckt werden. Der Handhebel ist so im Ring gelagert, dass beim Betätigen eine Nocke auf das zu treibende Gut drückt. Der Schlüssel deckt einen gewissen Bereich an Schlüsselweiten im Verhältnis von etwa 1:1,5 ab. Nachteilig ist, dass Sechskante geringer Höhe nicht erfasst bzw. leicht beschädigt werden können.

### Universal-Nuss
Eine Sechskantnuss, etwa 24 mm groß, die innen hexagonal dicht gepackt mit runden Stahlstäben gefüllt ist, die sich axial einschieben, wenn ein zu treibender Sechskant hineingedrückt wird, kann ebenfalls Formschluss zu verschieden großen Sechskanten vermitteln.

### Schlüssel für 4-kant und 3-kant Stifte
Hat ein Ringschlüssel oder eine Nuss die 12-zackige (= 24-eckige) Aufnahme, die es erlaubt einen Sechskant in 12 verschiedenen Positionen, also alle 30° einzustecken, kann dieser Schlüssel notfalls auch zum Treiben eines quadratischen Vierkants dienen, der allerdings an seinen Ecken stark strapaziert wird. In einen Ringschlüssel für die (Sechskant-)Weite 22 mm passt ein Vierkant von etwa 19 mm. Ein Dreikant passt sowohl in einen Sechskant- als auch einen 12-Zack-Schlüssel.

### Konische 4-kant-Schlüssel
Bei Türdrückern um 1900 und mitunter bei Wirbeln (Stimmnägeln) von Saiteninstrumenten kommen leicht konische Vierkante vor. Diese können eventuell spielfrei in einen 12-zackigen Ringschlüssel passen, allerdings darin auch etwas festklemmen.

### Klavier stimmen
Von Stimmnägeln / Wirbeln wird eher der zylindrische Durchmesser als eine Schlüsselweite ihres konischen Vierkants angegeben. Ein Stimmschlüssel (Stimmhammer, Stimmkrücke) mit ebenfalls konischer, vierkantiger oder 8-zackiger („Sternloch“), Aufnahme passt wegen der Konizität beider Passungspartner formschlüssig auf Stimmnägel etwas unterschiedlicher Durchmesser. Stimmschlüssel für Hackbrett und Zither werden für zylindrischen Schaftdurchmesser 5,0, 5,5 und 5,9 mm oder aber Vierkant-Größe oder „Vierkant-Durchmesser“ 4,2 oder 4,4 mm angeboten. Für Klavier werden Schlüssel für Wirbel „ab“ 6,60, 6,75, 6,90 sowie 7,00 und 7,25 mm Schaftdurchmesser bzw. 5,8, 6,2 und 6,5 mm „Wirbelmaß“ angeboten. Die Schlüsselweiten werden am Schlüssel eher durch eine unterschiedliche Anzahl an eingedrehter Rillen als durch Angabe eines genauen Werts indiziert. Bei einer Passung Konus auf Konus ist es eine Frage der Definition, wo Maß genommen wird. Zusätzlich gab es bei Klavieren Ende des 19. Jahrhunderts anders geformte Flachkopfwirbel, ein Lieferant gibt die Schlüsselweiten als Bereiche an: 4,5–5 und 5,5–6,3 mm. Für Cembalo werden Schlüssel für 4,0, 5,0, 5,6 und 5,9 mm angeboten.